# Норвегія на літніх Олімпійських іграх 1968
Норвегія на літніх Олімпійських іграх 1968 року в Мехіко (Мексика) була представлена 46-ма спортсменами (38 чоловіків та 8 жінок), які змагались у 36 дисциплінах 11 видів спорту.
Наймолодшим серед спортсменів була гімнастка Хельга Брьотен (15 років 231 день), найстарішим — яхтсмен Ян-Ерік Орберг (43 роки 351 день).

## Медалі
| Медаль | Спортсмен                                            | Вид спорту                  | Дисципліна                          |
| ------ | ---------------------------------------------------- | --------------------------- | ----------------------------------- |
| Золото | Стейнар Амундсен Туре Бергер Егіль Сьобю Ян Йохансен | Гребля на байдарках і каное | Чоловіки, байдарка-четвірка, 1000 м |
| Срібло | Педер Лунде, молодший Пер Олав Вікен                 | Вітрильний спорт            | Клас «Зоряний»                      |